# Mantova Challenger 2003
Il Mantova Challenger 2003 è stato un torneo di tennis facente parte della categoria ATP Challenger Series nell'ambito dell'ATP Challenger Series 2003. Il torneo si è giocato a Mantova in Italia dal 30 giugno al 6 luglio 2003 su campi in terra rossa.

## Vincitori

### Singolare
Vincenzo Santopadre ha battuto in finale  Stefano Galvani con il punteggio di 6–3, 6–4

### Doppio
Enzo Artoni /  Martín Vassallo Argüello hanno battuto in finale  Elia Grossi /  Stefano Tarallo con il punteggio di 6–2, 6–3